# Bé (rivière vietnamienne)
Pour les articles homonymes, voir Bé.
La rivière Bé (en vietnamien: Sông Bé) est un cours d'eau du sud du Viêt Nam qui baigne les provinces de Binh Phuoc, de Binh Duong et de Dong Nai et dont le cours s'étire sur environ 350 kilomètres.

## Géographie
Elle prend sa source au lac de Thác Mơ, dans le district de Phuoc Long (province de Binh Phuoc) et se jette dans la rivière Dong Nai, près du barrage hydroélectrique de Tri An.